# Arnold Volpe
Arnold Volpe (9 de julio de 1869 – 2 de febrero de 1940) fue un compositor y director de orquesta estadounidense nacido en Rusia.  Compuso fundamentalmente música de cámara, para cuarteto de cuerdas, así como mazurkas para violín y orquesta. Organizó los conciertos en el Estadio Lewisohn de Nueva York, fundó la Orquesta de la Universidad de Miamiy dirigió cinco producciones en la Washington National Opera, una compañía semiprofesional fundada en 1919 y no asociada con su homónimo actual.  Tuvo relación con el compositor alemán Stefan Wolpe.

## Biografía
Aaron-David Levy-Itzkovich Volpe nació en Kaunas, Imperio ruso, el 9 de julio de 1869, en el seno de una familia judía..Sus padres fueron Lewis (Itsik Levik) Volpe y Ella (Elka Reiza) Gabrilowitsch. Recibió su educación musical básica en el Conservatorio de Varsovia en la década de 1880. Luego se trasladó a San Petersburgo en 1887 para estudiar violín en el Conservatorio de San Petersburgo, donde se convirtió en el protegido del director Anton Rubinstein. Estudió allí con Leopold Auer y Nikolai Galkin, y se graduó con gran prestigio en mayo de 1891. Después de una breve gira, por sugerencia de Rubinstein regresó al conservatorio y se dedicó a un estudio más profundo de armonía y contrapunto con Nicolai Soloviev que duró hasta 1897 cuando se graduó como compositor. Emigró a Estados Unidos en julio de 1898 y recibió la nacionalidad estadounidense en 1911.
En Nueva York, en 1904, Volpe fundó una orquesta para músicos jóvenes, la Sinfónica Arnold Volpe (a veces llamada Young Men's Symphony Orchestra), que finalmente creció hasta tener una lista de 90 músicos. Al parecer fue fundado y operado con el apoyo de Alfred A. Seligman, banquero y músico aficionado. Entre los músicos jóvenes notables de su Orquesta Sinfónica se encontraban Richard Burgin y Nat Shilkret . La orquesta recibió buenas críticas por la alta calidad de su programación y actuaciones. Después de que Seligman muriera en un accidente automovilístico en junio de 1912, una gran donación de fondos y su colección de instrumentos musicales pasaron a la orquesta. Por esa época, Volpe abogaba por más lugares para la música sofisticada para una audiencia amplia, y señaló que los gustos populares estaban cambiando. La orquesta se disolvió en 1914. Ese mismo año Volpe y su familia viajaron a Europa para visitar a familiares y conocidos musicales. Su esposa Marie había planeado pasar al menos tres años en el continente estudiando técnica vocal. Después de visitar a familiares en Francia y Bélgica, estaban en Austria cuando comenzó la Primera Guerra Mundial . Al principio, Volpe no estaba preocupado, pero cuando las condiciones empeoraron se retiró a Londres, donde la familia navegó de regreso a los Estados Unidos.

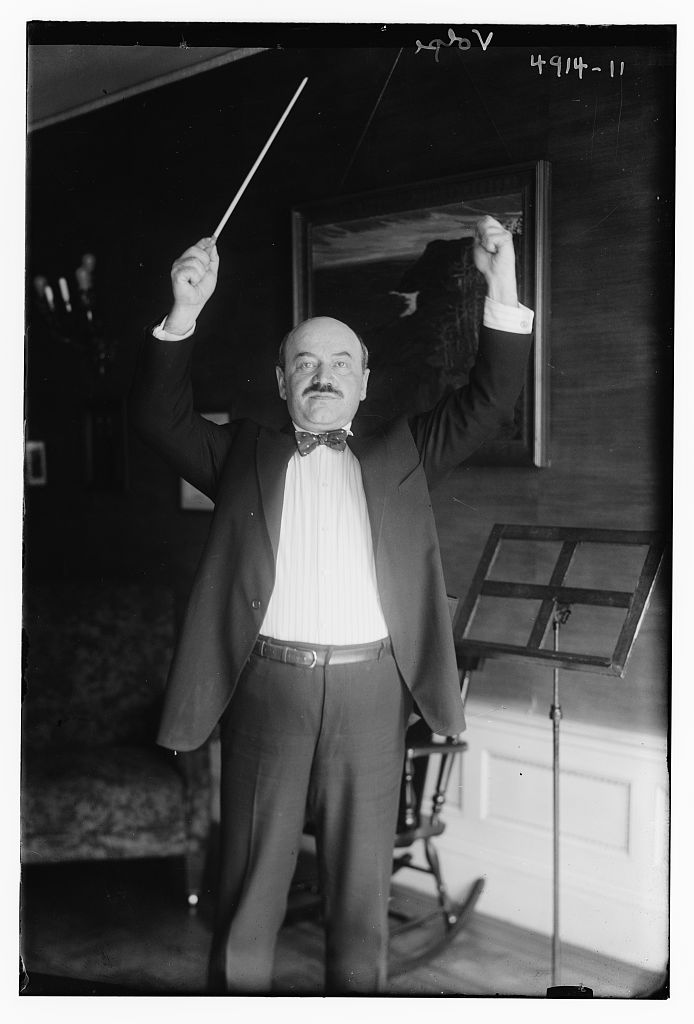
Arnold Volpe en 1919

En junio de 1918, con el apoyo de la filántropa Minnie Guggenheimer, se convirtió en el primer director de la nueva orquesta del Estadio Lewisohn. Según Edwin Franko Goldman, las series de conciertos de verano de big band de este tipo eran todavía relativamente nuevas, y la de Volpe fue una de las primeras de su tipo después de la del propio Goldman. En lugar de tocar el tipo de música patriótica y popular conmovedora común en los conciertos al aire libre, la idea de Volpe era presentar un programa más desafiante de obras clásicas y operísticas a una audiencia más amplia. Aunque los críticos esperaban que fracasara, tuvo mucho éxito y atrajo a miles de espectadores. Después de que Volpe lo dirigiera durante sus dos primeras temporadas de verano, en 1920 Walter Henry Rothwell se hizo cargo de él, seguido por Victor Herbert y Henry Hadley en 1922.
En 1922 se mudó a Misuri para dirigir el Conservatorio de Música de Kansas City.
En 1925 fue director invitado en los conciertos de verano del Hollywood Bowl en Los Ángeles. Ese mismo año se trasladó con su familia a Miami, donde en 1926 ayudó a fundar la Orquesta Sinfónica de Miami y se convirtió en instructor del programa musical de la Universidad de Miami.
Murió el 2 de febrero de 1940 en Miami. En 1940 también se creó un generoso fondo conmemorativo en su nombre, que sería administrado por la universidad y un panel de músicos entre los que se encontraban Mischa Elman y Serge Koussevitzky El mandato del fondo incluía el apoyo a eventos musicales en la universidad y la creación de un nuevo edificio en el departamento de música, el edificio Arnold Volpe.